# عبد الرحيم الخصار
عبد الرحيم الخصار شاعر وكاتب من المغرب ولد بمدينة آسفي الواقعة على المحيط الأطلسي.
تم اختياره سنة 2010 من لدن منظمة هاي فيستفال البريطانية ضمن تظاهرة بيروت39 لأفضل 39 كاتبا عربيا دون سن الأربعين. الكاتب العام لفرع اتحاد كتاب المغرب بمدينة آسفي (أعلن استقالته من الاتحاد سنة 2015). كاتب بالقسم الثقافي للصحافة اللبنانية (النهار ثم السفير ثم الأخبار). شارك في ملتقيات عديدة بالعالم العربي وأوروبا وأمريكا، حصل على جائزة بلند الحيدري بمنتدى أصيلة الدولي سنة 2011. حصل على ثلاث منح لإقامات أدبية في الولايات المتحدة الأمريكية (كاليفورنيا- فرجينيا- إلينوي). ترجمت نصوصه إلى عدد من اللغات: الفرنسية، الإنجليزية، الألمانية، السويدية، الاسبانية، البلغارية والفارسية.

## إصداراته
- أخيرا وصل الشتاء، شعر وزارة الثقافة المغربية 2004، تنويه من بيت الشعر بالمغرب
- أنظر وأكتفي بالنظر، شعر، دار الحرف للنشر والتوزيع بالمغرب 2007
- نيران صديقة، شعر، دار النهضة لبنان 2009، جائزة بلند الحيدري، منتدى أصيلة الدولي
- بيت بعيد، شعر، الهيئة المصرية العامة للكتاب، سلسلة إبداع عربي. القاهرة. 2013
- خريف فرجينيا، رحلات إلى أمريكا وأوروبا. كراس المتوحد. مراكش 2017
- عودة آدم، شعر، المتوسط. إيطاليا. 2018
- القبطان البري، شعر، المتوسط، 2020
- عدٌاء المسافات القصيرة. مقاربات. المغرب 2021
- جزيرة البكاء الطويل. رواية. المتوسط. 2022
- العزلة فرد من العائلة. شعر. ليفانت. مصر. 2022
- فزاعة في غرفة سرير في حقل. شعر. المتوسط. 2024

## مؤلفات مشتركة
- إدريس الشرايبي: سلطة الكتابة وسؤال الهوية – اتحاد كتاب المغرب 2010
- محمد بنطلحة: شاعر الأعالي – مؤسسة نادي الكتاب في المغرب 2010
- أحمد راشد ثاني: بمناسبة حياته - بيت الشعر، أبو ظبي 2012

## عمله ونشاطاته
- عضو اتحاد كتاب المغرب
- عضو بيت الشعر بالمغرب
- الكاتب العام لفرع اتحاد كتاب المغرب (آسفي)
- مدير مهرجان ايقاعات- آسفي.
- كاتب بالفسم الثقافي لجريدة النهار اللبنانية من 2006 إلى 2010
- حاليا –كاتب بالقسم الثقافي لجريدة السفير اللبنانية
- عضو تحرير مجلة نماذج – لندن 2009 (توقفت)
- عضو تحرير مجلة «الثقافة الجنوبية» بالمغرب
- كاتب عمود أسبوعي «الجريدة الأولى» في المغرب –2008 – 2010

### بعض المشاركات
- المهرجان الدولي للرحل 2006
- اليوم العالمي للشعر، اتحاد كتاب المغرب 2007
- الملتقى العربي للمرأة والكتابة، 2007
- المهرجان الوطني للشعر المغربي الحديث، شفشاون 2007
- المعرض الدولي للكتاب بالدار البيضاء 2008
- مهرجان علي صدقي عبد القادر، طرابلس، ليبيا 2009
- مهرجان أصوات المتوسط، لوديف، فرنسا 2009
- اليوم العالمي للشعر، بيت الشعر 2010
- تظاهرة بيروت 39، لبنان 2010
- المهرجان الوطني للمسرح المحترف، الجزائر 2010
- الملتقى الأول لقصيدة النثر، مراكش 2011
- مهرجان شبّاك: شاعر في المدينة، لندن، بريطانيا 2011
- قراءات في جامعة سويت برير، فرجينيا، أمريكا 2011
- مهرجان القرين الثقافي، الكويت 2012
- قراءات في مكتبة دجيراسي، سان فرانسيكو، أمريكا 2012
- بينالي مراكش الدولي، المغرب 2012
- قراءات في مؤسسة راكَدال- لاك فورست، شيكاغو، أمريكا 2013
- المهرجان الفرنسي أصوات حية للشعر المتوسطي، الجديدة 2013.
- مهرجان مقام، بيت الشعر التونسي 2014
- مهرجان أصوات حية، سيت، فرنسا 2014 .
- المعرض الدولي للكتاب بالدار البيضاء 2016 .
- المعرض الدولي للكتاب بأبوظبي 20017.
- ربيع الشعر، البحرين 2019.
- مهرجان سيدي بوسعيد للشعر 2019.

### الإقامات الثقافية
- إقامة أدبية بفرجينيا، أمريكا خريف 2011
- إقامة أدبية بكاليفورنيا، أمريكا صيف 2012
- إقامة أدبية بشيكاغو، أمريكا ربيع 2013

### جوائز
- جائزة بيروت 39 – أفضل 39 كاتبا عربيا دون سن الأربعين – إشراف منظمة هاي فستفال بريطانيا 2010.
- جائزة بلند الحيدري للشعر (منتدى أصيلة الدولي 2011)
- جائزة البحر الأبيض المتوسط للشعر. إيطاليا 2021
- جائزة حلمي سالم للشعر العربي. مصر. 2022

### اهتمام نقدي
كتب عن التجربة الشعرية والثقافية لعبد الرحيم الخصار عدد مهم من الكتاب والنقاد العرب في عدد من المجلات والجرائد العربية، من بينهم: صلاح حسن، مهدي النفري (العراق)- بول شاؤول، ريتا بدورة (لبنان)- حسين بن حمزة، عماد الدين موسى (سوريا)-علاء الديب، فاطمة ناعوت، محمد الحمامصي، محمد عيد إبراهيم، إيهاب خليفة (مصر)- صلاح بوسريف، بوشعيب الساوري، عائشة عمور، نور الدين محقق، عبد العزيز الراشدي، محمد الخضيري، يونس الحيول، محمد المسعودي، عبد الحق ميفراني، عبد اللطيف الوراري، محمد الأزرق، عبد الغني فوزي، سعيد السوقايلي (المغرب). راسم المدهون (فلسطين) أشرف القرقني (تونس) هدى أشكناني (الكويت) عبد الله السفر (السعودية) أحمد زنيبر (المغرب)...

## وصلات خارجية
- عبد الرحيم الخصار على موقع أرشيف الشارخ.

http://www.jehat.com/Jehaat/ar/KetabAljeha/books/29-4-10.htm
http://www.alquds.co.uk/?p=90161
http://hespress.com/art-et-culture/36490.html
https://www.facebook.com/media/set/?set=a.250853274962281.59678.250493898331552&type=3
http://www.assafir.com/Article.aspx?ArticleId=789&EditionId=2561&ChannelId=61864